# Tasse Farnèse
La tasse Farnèse, aussi appelée coupe, est un camée de la fin du IIe ou du  Ier siècle av. J.-C., réalisé à Alexandrie pour la cour des Ptolémées. Elle est taillée dans un bloc de sardonyx à quatre couches et mesure environ huit centimètres de hauteur pour vingt centimètres de diamètre. 
Si l'interprétation d'ensemble de la tasse Farnèse ne pose pas de problème, par contre sa datation précise a fait l'objet de débats entre historiens : certains la datant du règne de Cléopâtre III, d'autres de Cléopâtre VII. Jean Charbonneaux date quant à lui la tasse entre 181 et 173 av. J.-C. et la décrit comme représentant Ptolémée V Épiphane, Cléopâtre Ire et Ptolémée VI Philométor. Christian-Georges Schwentzel présente les différences entre les diverses interprétations.
Sa face principale est décorée d’une scène allégorique représentant les bienfaits de la crue du Nil, et son revers est décoré d’un masque de Méduse. Elle a la forme d’une phiale, coupe circulaire utilisée lors des cérémonies religieuses. La tasse Farnèse est un exemple exceptionnel de la glyptique hellénistique. Elle est unique par ses dimensions et par sa complexité figurative. Elle est considérée comme un chef-d’œuvre technique et comme l’un des objets les plus importants de l’art de l'époque hellénistique à Alexandrie.

## Description et interprétation

### Face interne
À gauche, on peut voir un personnage barbu assis sur le rebord d’un arbre, à l'air sage et puissant. Il tient une corne d'abondance. Par ses attributs liés à la prospérité et la fertilité qui l'accompagnent, il est possible d'identifier ce personnage comme la représentation allégorique du fleuve du Nil, mais également comme celle d'un membre de la dynastie lagide.
Au milieu, un homme se tient debout, il est vêtu un simple chiton, sorte de tunique en usage chez les Grecs, et tient dans la main droite une anse de charrue et dans la main gauche un sac de semence. Ses cheveux semblent ébouriffés par le vent. C’est Triptolème, le héros grâce à qui l’humanité a appris l’agriculture, et donc la civilisation. 
À droite, on observe deux femmes. L’une porte une coupe rituelle servant aux libations, ressemblant d'ailleurs fortement au support ou œuvre elle-même, et l’autre tient une corne d'abondance. Ce sont les Horai, déesses du temps et gardiennes des portes de l'Olympe. Les courbes de leurs corps s'adaptent à la forme du cadre arrondi imposé par la phiale, et l'une d'entre elles nous tourne le dos, renforçant ainsi l'attention portée aux personnages centraux.
En haut, on remarque deux personnages volants conduits par un tissu rempli d’air. Ce sont les vents étésiens personnifiés, vents du nord qui soufflent dans la mer Méditerranée chaque année après le début de la canicule, et qui tempèrent la chaleur de l’été pendant quarante jours environ.

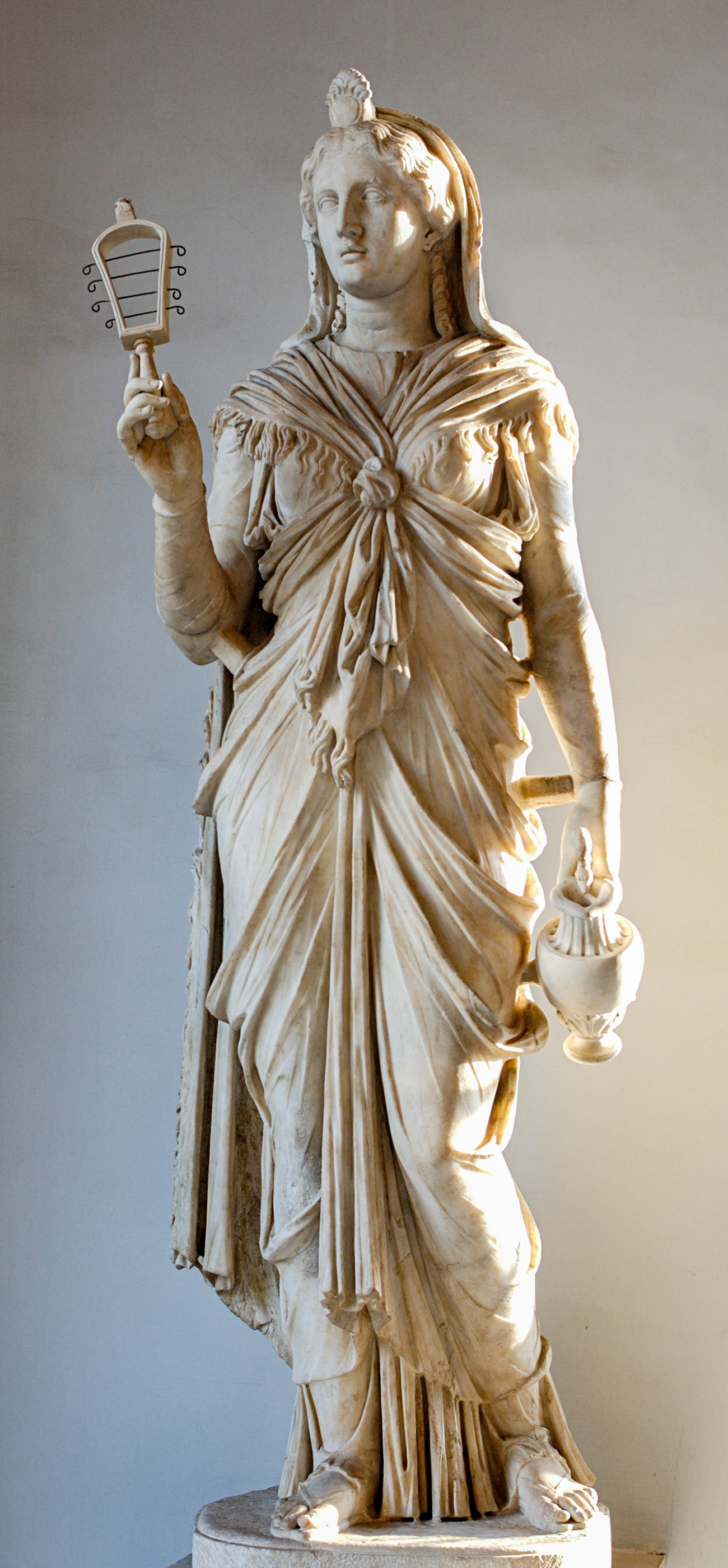
Isis tenant un sistre et une situle, datée de 117 à 138 av. J.-C. Marbre, H. 1,79 m. Musées du Capitole

En bas, une femme se tient assise sur un sphinx. Elle tient dans la main droite une gerbe de blé. Elle représente Isis ou Euthénia, compagne du Nil et personnification de la prospérité. Le sphinx, quant à lui est le symbole de l’Égypte antique. Cette femme pourrait également représenter une reine lagide, peut-être Cléopâtre VII, selon la datation de l'œuvre d'art.

### Face externe

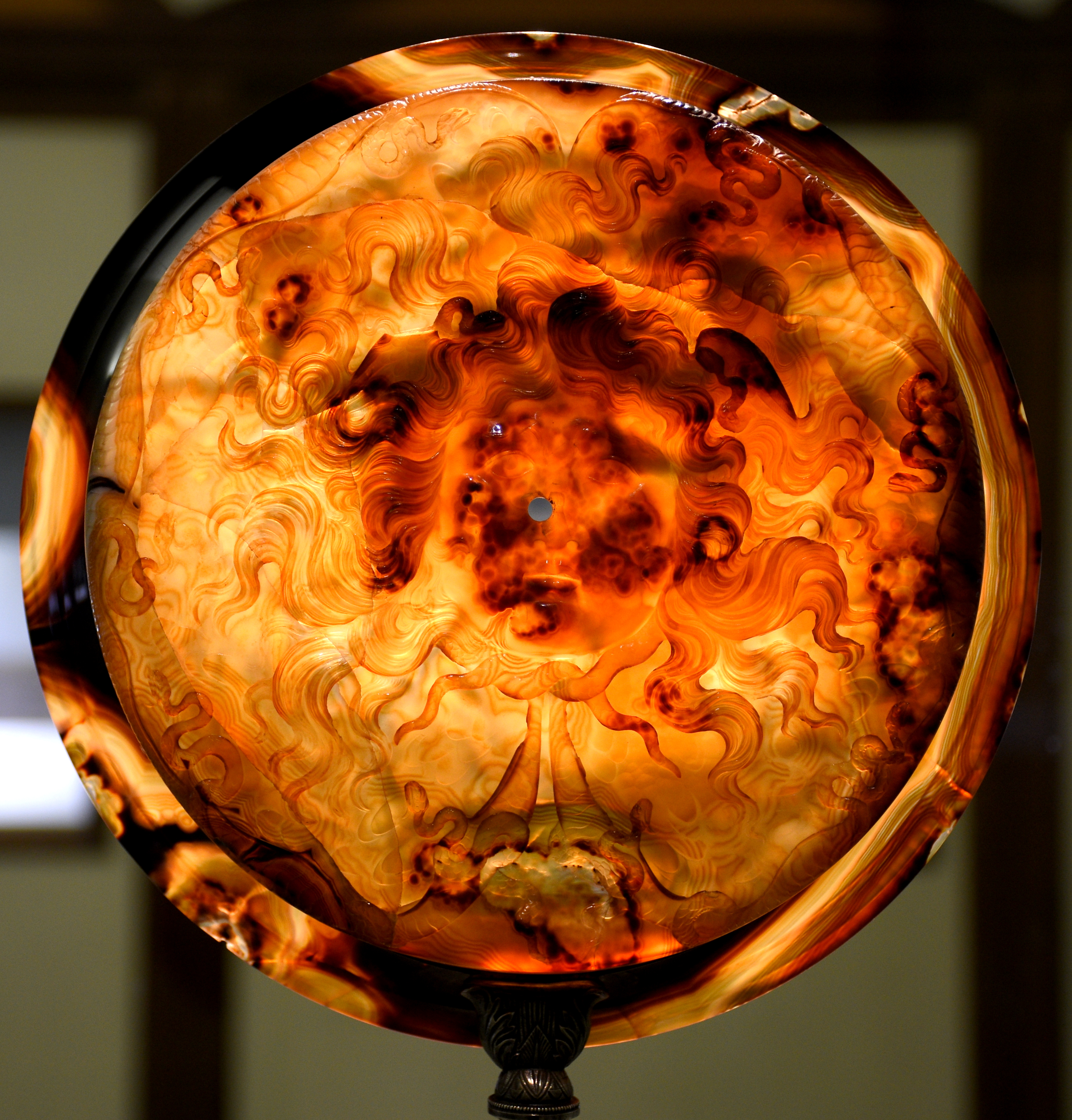
Face arrière de la coupe: perforation circulaire centrale visible

Sur cette face est représentée une grande tête de Méduse, monstre féminin aux yeux pétrifiant ceux qui le croisent. Ses longs cheveux, finement sculptés, ondulent tels les serpents avec lesquels ils se mêlent vers les bords de la tasse. Elle avait sans doute une fonction apotropaïque (qui éloigne les ennemis et le mauvais sort); il pourrait s'agir d'un gorgonéion. Au niveau du nez de la représentation de Méduse, une perforation est très visible ; il s'agit sans doute d'une modification effectuée par un des propriétaires, probablement pour ajouter un pied à la coupe.

## Histoire

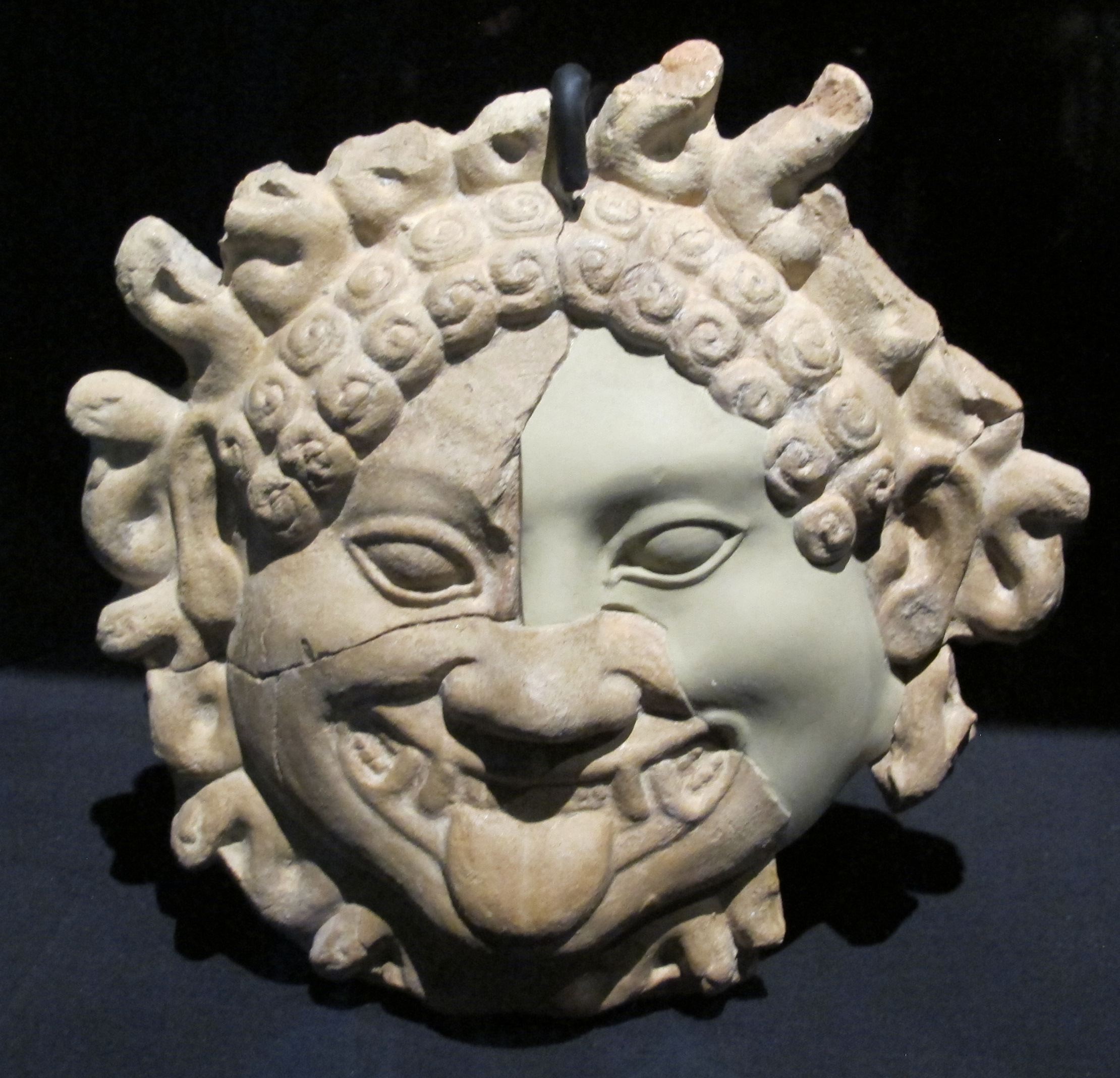
Représentation de tête de gorgone, 510-500 av. J-C

### Fabrication
Cette phiale a pu être commandée par un représentant de la dynastie lagide, se liant ainsi, par une iconographie de la tradition religieuse égyptienne et du culte du Nil, au territoire sur lequel il règne. Les Lagides, cherchent en effet, après avoir obtenu l'Égypte lors de la répartition de l'Empire d'Alexandre le Grand entre les quatre diadoques, à légitimer leur présence sur le trône.
La réalisation de l'objet a certainement été confiée à un artiste ou un atelier maîtrisant parfaitement le travail du matériau de la sardonyx. Il s'agit d'une technique perfectionnée au fil des siècles : l'art de la glyptique, du camée ou de la taille en relief. Cette pratique consiste à tailler dans les couches de couleurs de la pierre, les bandes de la sardonyx, pour dégager, souvent en blanc comme ici, les figures par rapport au fond dont les nuances vont des rouges aux bruns.

### Propriétaires
« L’une des particularités les plus intéressantes de la coupe Farnèse réside dans le fait qu’il s’agit d’un objet qui n’a pas été trouvé sous terre: ce grand plat en pierre dure, travaillé avec la technique du camée, a en effet été transmis par des passages continus au cours des siècles. »
L'objet faisait sans doute partie du trésor de la cour royale ptolémaïque conservé à Alexandrie.
Selon une première hypothèse, après sa victoire en Égypte en 31 av. J.-C., Octave l'emporte à Rome, et il entre ainsi dans le trésor impérial romain, puis de celui des empereurs byzantins. Il fut peut-être ramené en Occident par les croisés, après le sac de Constantinople en 1204. 

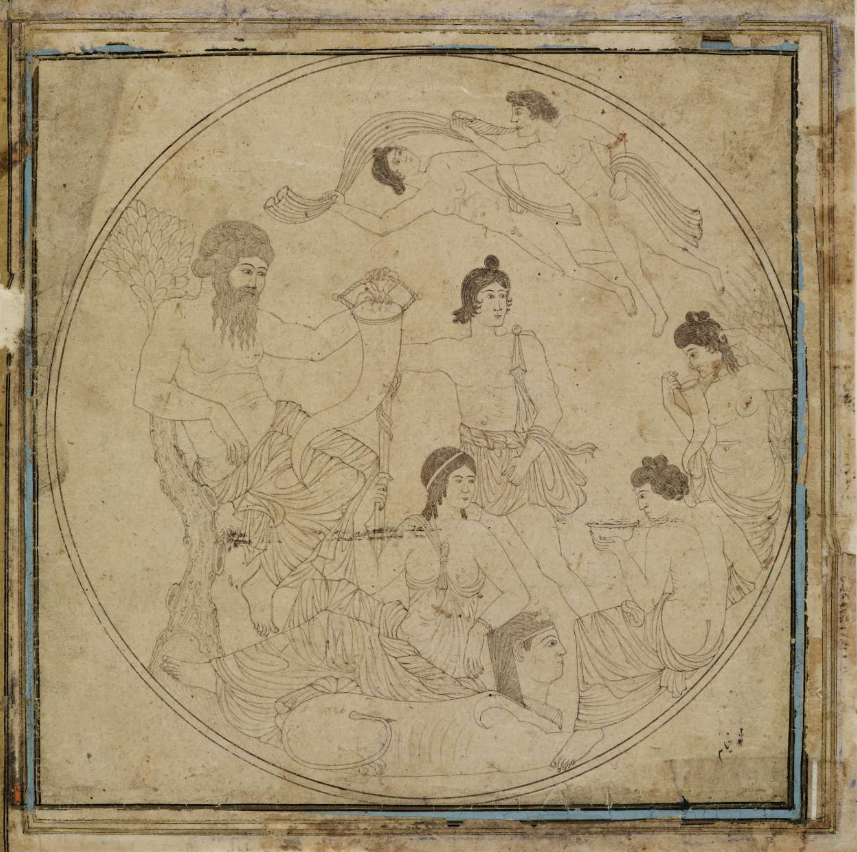
Muhammad al-Khayyam, Dessin de la Tasse Farnèse, vers 1430-1450.

Selon une deuxième hypothèse, Mithridate VI du Pont l'aurait emporté dans sa patrie après le pillage d'Alexandrie en 88 av. J.-C. Il serait ensuite entré dans les collections de la dynastie parthe d’Arménie, jusqu’en 637. Après le pillage de Ctésiphon par des troupes musulmanes, la Tasse serait passée par Damas et Bagdad, avant que Tamerlan s'en empare, en 1393 ou en 1401. On trouve sa trace ensuite à la cour timouride de Samarcande, d’Hérat ou Tabriz, où le dessinateur persan Muhammad al-Khayyam en fait un dessin.
En 1458, elle appartient au roi des Deux-Siciles Alphonse V d’Aragon. Elle entre ensuite dans les collections du cardinal vénitien Ludovico Trevisano, qui passent aux mains de Pietro Barbo, le futur pape Paul II. Elle est donnée par Sixte IV à Laurent de Médicis en 1471, puis intégrée dans la collection Farnèse. Selon l'historien d'art Avigdor Posèq, elle pourrait avoir servi de modèle au Bernin dans la réalisation de son buste de Méduse.

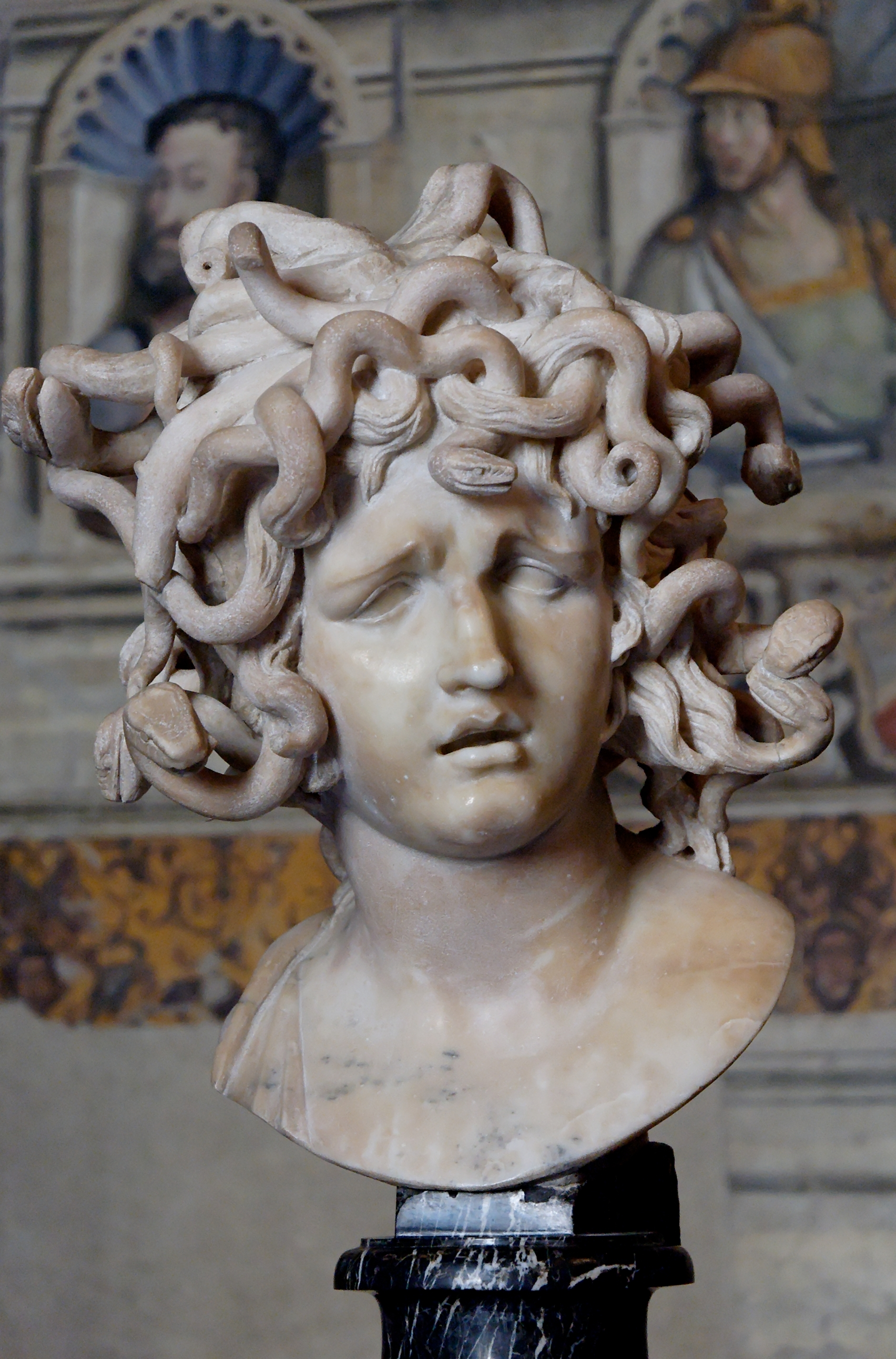
Buste de Méduse, Gian Lorenzo Berni, 1644-1648, Marbre sculpté, 68 cm, inv. MC1166, Musée du Capitole, Rome

Vers 1730, la collection Farnèse est transférée à Naples. Elle constitue encore aujourd’hui le noyau essentiel de la collection du Musée archéologique national de Naples.

## Ouvrages cités
- Jean Charbonneaux, Observations sur la signification et la date de la tasse Farnèse, Comptes rendus des séances de l’Académie des Inscriptions et Belles-Lettres, 1956, chap. 2 ;
- Christian-Georges Schwentzel, Cléopâtre : la déesse-reine, Paris, Payot, 2014, 350 p. (ISBN 978-2-228-91148-1) ;
- (en) Marina Belozerskaya, Medusa's Gaze : The Extraordinary Journey of the Tazza Farnese, Oxford University Press, 2012, 312 p. (lire en ligne) ;
- (en) Avigdor Posèq, « A note on Bernini's Medusa Head », Konsthistorisk Tijdskrift, vol. LXII-1,‎ 1993.